# Euspira nana
Euspira nana är en snäckart som först beskrevs av Møller 1842.  Euspira nana ingår i släktet Euspira och familjen borrsnäckor. Inga underarter finns listade i Catalogue of Life.